# Kviberg
Kviberg – dzielnica Göteborga w Szwecji, położona w północno-wschodniej części miasta. Nazwa "Kviberg" pochodzi od słowa "jałówka" (szw. kviga) i w dokumentach wymieniona została już w roku 1353. Na terenie Kviberg w latach 1891-1895 powstały koszary zaprojektowane przez architekta Erika Josephsona. Obecnie w ich budynkach znajdują się m.in.: 
- Muzeum Sportu (Idrottsmuseet i Göteborg)
- Muzeum Historii Militarnej (Kvibergs Militärhistoriska Museum)
- weekendowy bazar w budynkach stajni (Kvibergs Marknad).